# Кырман
Кырман (Кырманские скалы) — гора на Среднем Урале с одноимёнными скалами на вершине и склонах. Расположена в Невьянском районе Свердловской области России, к северо-западу от Екатеринбурга, возле посёлка Аять. Популярное место туризма и отдыха.

## География
Гора Кырман в четырёх километрах к западо-юго-западу от посёлка Аять, на левом берегу реки Кырман (правого притока реки Большой Чёрной, бассейн Исетского озера). Высота горы — 335 метров над уровнем моря. Гора Кырман полностью покрыта смешанным берёзово-осиново-сосновым лесом. Склоны Кырмана пологие.
На вершине горы с юго-запада на северо-восток протянулась живописная гряда Кырманских скал. Скалы сложены гранодиоритамию. Высота Кырманских скал достигает 20 метров. В середине гряды скалы более высокие, до нескольких метров, самая высокая напоминает башню с причудливыми формами выветривания (выемками и нишами). Крайние скалы немного ниже её. Кырманские скалы расположены на возвышенности и нависают над протекающей здесь речкой Кырман. Скалы просматриваются с левой стороны с грунтовой дороги, идущей из посёлка Аять. С вершины горы и скал хорошо просматриваются окрестности: леса, горы, видны коллективные сады. Лучше всего видно гору Стожок на востоке. В 600 метрах от Кырманских скал расположена скрытая в лесу скальная гряда Кобылья Голова.

## Археологические находки
Кырманские скалы впервые были исследованы в 1880 году членом УОЛЕ А. Е. Теплоуховым (результаты были опубликованы в «Записках УОЛЕ»). В 1980-х гг. на Крыманских скалах проводились археологические раскопки, в ходе которых были обнаружены признаки древних цивилизаций. На плоской вершине Кырманских скал археологом В. М. Морозовым было найдено жертвенное место, которое было обследовано в 1985, в 1990 и 1991 годах. Археологами было установлено, что на протяжении длительного времени (с Бронзового века до Железного века) на Кырманских скалах действовало языческое жертвенное святилище, жертвенник. В расщелине, на уступе скалы были обнаружены остатки небольшой плавильной печи начала II тысячелетия нашей эры. На краях древнего очага сохранились спёкшиеся остатки обмазки. На Кырманских скалах найдено 186 единиц изделий из глины, кости, камня, бронзы и железа. Преобладают орудия труда, оружие и украшения. Изредка встречаются металлургические шлаки. Коллекция артефактов с Кырманских скал хранится в Свердловском областном краеведческом музее. Находки были сделаны непосредственно на поверхности скал и в их расщелинах.